# Thorsten Wehner

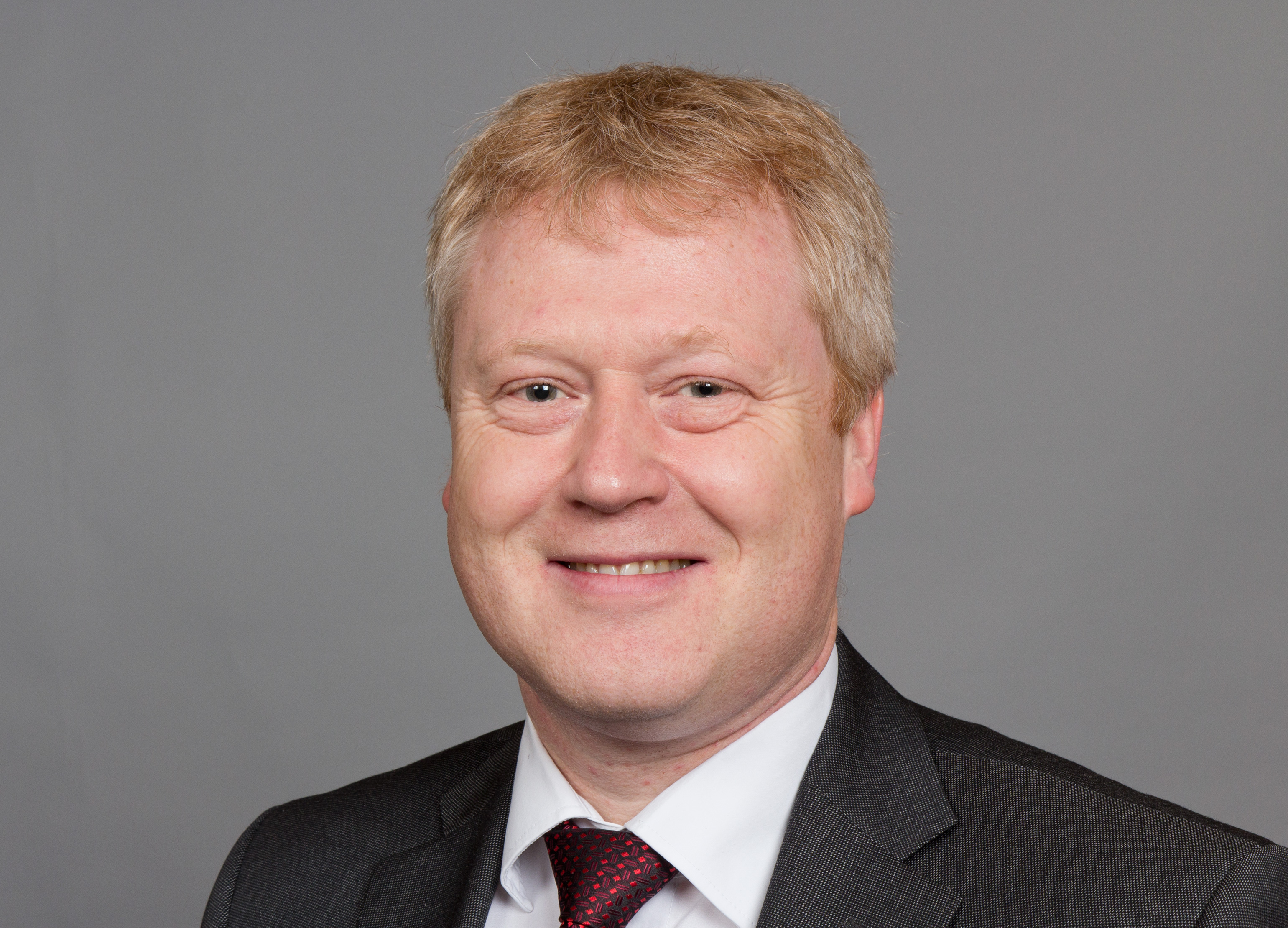
Thorsten Wehner (2014)

Thorsten Wehner (* 16. August 1967 in Bergkamen, Westfalen) ist ein deutscher Politiker (SPD) und war von 2006 bis 2016 Mitglied des Landtages Rheinland-Pfalz.

## Biografie
Wehner absolvierte im Jahr 1987 sein Abitur und leistete anschließend Zivildienst. In den Jahren 1989 bis 1992 studierte er Physik an der Universität Dortmund. Von 1994 bis 1999 studierte er Mathematik mit Nebenfach Betriebswirtschaftslehre an der Fernuniversität in Hagen, brach das Studium aber vor Erlangen des Diploms ab. Im selben Zeitraum arbeitete Wehner als Mitarbeiter des Landeskontrollverbandes e. V. in der Milchwirtschaft. Anschließend wurde er Wissenschaftlicher Assistent an der Fernuniversität in Hagen. Vom Jahr 2004 bis zu seiner Wahl in den Landtag im Jahr 2006 war er freiberuflicher Dozent für Mathematik.
Nach seinem Ausscheiden aus dem Landtag war er Berater im Europäischen Parlament und ist seit 2019 im Bereich Politische Kommunikation für die ALTUS renewables GmbH tätig.
Wehner ist verheiratet und hat zwei Kinder.
Wehner war Vorsitzender der Stiftung Europa-Haus Marienberg.

## Politik
Wehner ist seit dem Jahr 1998 SPD-Mitglied. Ab 2002 war er Vorsitzender des SPD-Ortsvereins Wissen. Im Jahr 2003 wurde er Mitglied des geschäftsführenden SPD-Kreisvorstands Altenkirchen. Seit 2004 ist er Mitglied des Verbandsgemeinderats Wissen und Sprecher der SPD-Stadtratsfraktion in Wissen. Vom 18. Mai 2006 bis 1. Dezember 2016 war Wehner Abgeordneter im rheinland-pfälzischen Landtag für den Wahlkreis Altenkirchen/Westerwald (Wahlkreis 2). Er gehörte u. a. den Ausschüssen für Bildung und Jugend sowie für Landwirtschaft und Weinbau an. Außerdem war er Beauftragter für Gentechnik der SPD-Landtagsfraktion.

## Kontroversen

### Betrugsverdacht
Am 1. Februar 2016 hob der rheinland-pfälzische Landtag die politische Immunität des Abgeordneten Wehner auf und machte so den Weg frei für Ermittlungen wegen Betrugsvorwürfen in seiner Funktion als 1. Vorsitzender des Arbeiterwohlfahrt Kreisverbands Altenkirchen e. V. Wehner stand zur Landtagswahl 2016 für seinen Wahlkreis wieder als SPD Direktkandidat zur Wahl, konnte jedoch seine Kandidatur aus rechtlichen Gründen nicht mehr zurückziehen. Möglich wäre, im Fall eines gewonnenen Mandats, allenfalls ein späterer Verzicht.

### Falsche Angaben im Lebenslauf
Am 11. November räumte er gegenüber der Rhein-Zeitung ein, dass er entgegen den Angaben im Handbuch des Landtags kein Diplom-Mathematiker sei, da er sein Studium abgebrochen habe. Wehner kündigte an, sein Mandat niederzulegen, um Schaden von der rheinland-pfälzischen SPD und der SPD-Landtagsfraktion abzuwenden.